# Tomas Schmit
Tomas Schmit (* 13. Juli 1943 in Wipperfürth; † 4. Oktober 2006 in Berlin) war ein deutscher Aktions- und Konzeptkünstler, Zeichner und Autor. Er zählt zu den Pionieren der Fluxus-Bewegung in den frühen sechziger Jahren und hat ein weit verzweigtes Werk hinterlassen.

## Leben und Werk
Tomas Schmit wuchs in Thier im Bergischen Land und in Köln auf und lebte ab 1965 in Berlin. Die Anfänge seines künstlerischen und theoretischen Werks liegen im Rheinland. 1961 traf Schmit in Köln auf Nam June Paik und lernte durch ihn George Maciunas und dessen Fluxus-Aktivitäten kennen. 1962 nahm Schmit an der Veranstaltung Neo-Dada in der Musik in den Düsseldorfer Kammerspielen und an den Parallelen Aufführungen Neuester Musik in Amsterdam teil. Etwa zur selben Zeit verfasste er erste eigene Stücke. Ab 1963 nahm er als Aufführender und mit eigenen Stücken, darunter sein bekanntestes Stück zyklus für wassereimer, an den meisten europäischen Fluxus-Aktivitäten teil, z. B. den Fluxus-Festivals in Kopenhagen, Paris, Düsseldorf, London und Berlin. 1964 organisierte Schmit mit Valdis Āboliņš das viel diskutierte Festival der neuen Kunst an der Technischen Hochschule Aachen, das am 20. Juli 1964 im Auditorium der Hochschule stattfand und wegen heftiger Publikumsreaktionen nicht weniger heftig diskutiert wurde. Am 5. Juni 1965 beteiligte er sich mit seinem Stück aktion ohne publikum an 24 Stunden, einer Veranstaltung der Galerie Parnass in Wuppertal. Noch im selben Jahr siedelte er nach Berlin über.
In Berlin arbeitete Schmit mit Ludwig Gosewitz und Gerhard Rühm zusammen und trat 1966 mit diesen zwei und anderen Fluxus-Künstlern beim Musikfestival der Galerie René Block im Forum-Theater Berlin auf. Zu seinen engsten Künstlerfreunden gehörten neben Ludwig Gosewitz, George Brecht, Arthur Köpcke und Dieter Roth. Ab Ende der Sechziger Jahre verfolgte Schmit seine Interessen zunehmend in anderen Medien weiter. Anstelle von Aufführungen entstanden Zeichnungen, Texte, Editionen und Buchkonzepte. Er nahm an internationalen Ausstellungen teil, z. B. in der Jysk Kunstgalerie, Kopenhagen, der Rudolf Springer Galerie, Berlin, und der Galerie Michael Werner, Köln und New York. Parallel dazu schrieb er ein Werkverzeichnis, dessen erste drei Bände er zwischen 1978 und 1997 in Form von Ausstellungskatalogen veröffentlichte. Der vierte Band erschien posthum.

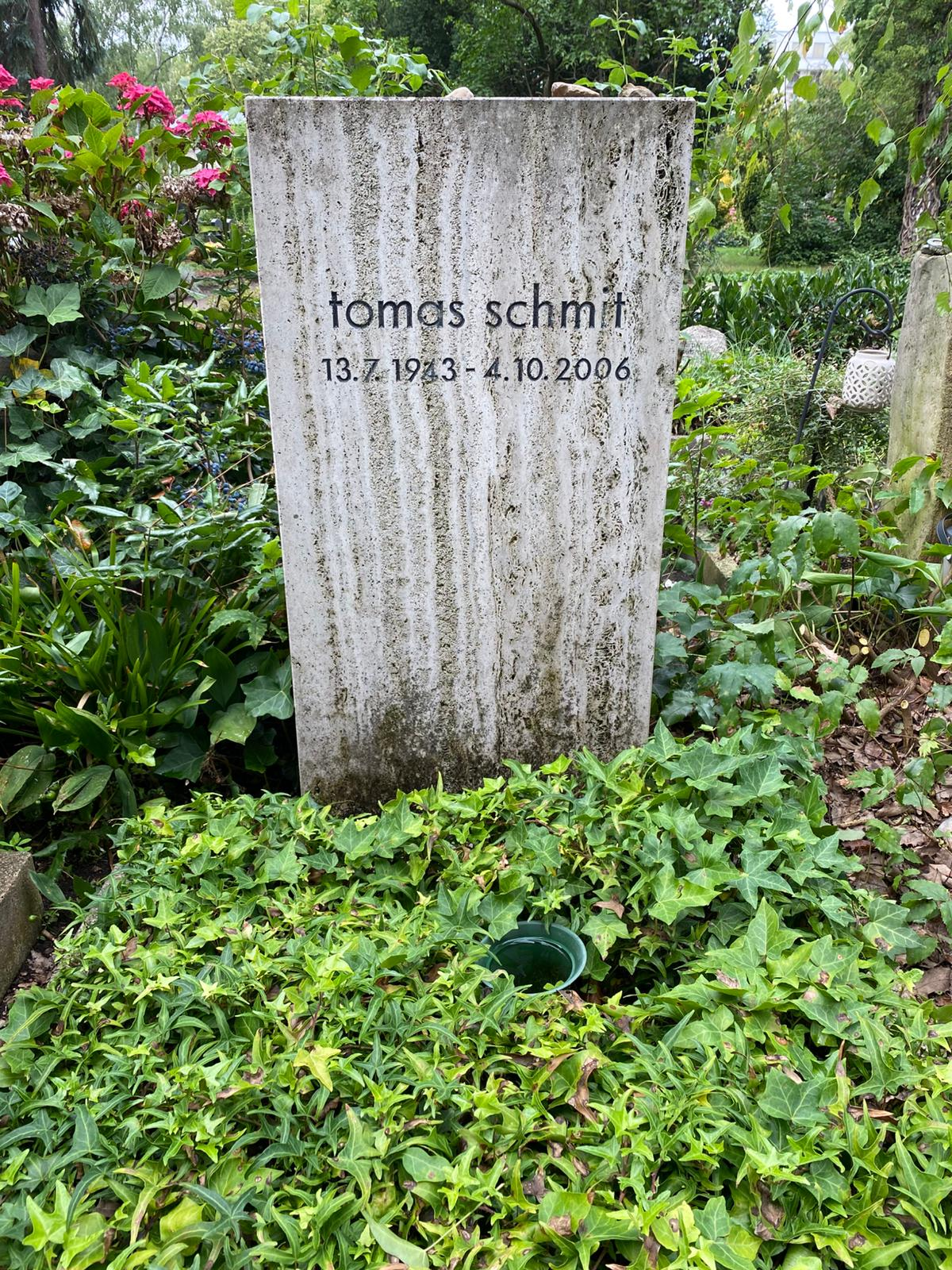
Grabstätte

In einem viel beachteten Text, den Schmit 1982 für den Katalog der Ausstellung1962 Wiesbaden Fluxus 1982 verfasste, erläuterte er sein Arbeitsprinzip so: 
„was man mit einer plastik bewältigen kann, braucht man nicht als gebäude zu errichten; was man in einem bild bringen kann, braucht man nicht als plastik zu machen; was man mit ner zeichnung erledigen kann, braucht man nicht als bild zu bringen; was man auf nem zettel klären kann, braucht keine zeichnung zu werden; und was man im kopf abwickeln kann, braucht nichtmal einen zettel!“
 In vielen seiner Werke beschäftigte Schmit sich mit Sprache, Logik und Paradoxa, biologischem Denken, Kybernetik, Gehirnforschung und Wahrnehmungstheorie. Mit seinem Buch erster entwurf (einer zentralen ästhetik) lege er 1989 eine ungewöhnliche, von Neurowissenschaftlern empfohlene Einführung in die Gehirnforschung vor. Tomas Schmit ist mit vielen, unterschiedlichen Werken in namhaften Museen und Sammlungen vertreten, z. B. dem Museum Ludwig in Köln, in der Silverman Collection des MoMA in New York City und dem Archiv Sohm der Staatsgalerie Stuttgart. Sein Nachlass befindet sich im tomas schmit archiv in Berlin, das von der Galeristin Barbara Wien gegründet wurde.
Das Grab von Tomas Schmit befindet sich auf dem Friedhof der Dorotheenstädtischen und Friedrichswerderschen Gemeinden in Berlin-Mitte.

## Ausstellungen und Werkverzeichnisse (Auswahl)
- katalog 1. Kölnischer Kunstverein, 1978
- katalog 2. DAAD-Galerie, Berlin und Sprengel Museum, Hannover 1987
- katalog 3. Im Portikus, Frankfurt/Main 1997, ISBN 3-928071-33-5.
- katalog 4. Verlag der Buchhandlung Walther König, Köln 2007

## Publikationen (Auswahl)
- das gute dünken. Berlin 1970 (Selbstverlag).
- erster entwurf (einer zentralen ästhetik). Berlin 1989 (Selbstverlag).
- liest eigene texte, vol. 1, Audio-CD. Wiens Verlag, Berlin 2005.
- liest eigene texte, vol. 2, Audio-CD. Wiens Verlag, Berlin 2005.
- Dreizehn Montagsgespräche (Fragen von Wilma Lukatsch). Wiens Verlag, Berlin 2008.

## Auszeichnungen
- 1981: Arbeitsstipendium der Stiftung Kunstfonds, Bonn
- 1982: Stipendium des Rembrandt-Preises, Basel
- 1986: Kurt-Schwitters-Preis der Stadt Hannover
- 1990: Arthur Køpckes ærespris, Kopenhagen